# Steven Burke
Steven Burke (* 4. März 1988 in Burnley) ist ein ehemaliger britischer Bahn- und Straßenradrennfahrer und zweifacher Olympiasieger.

## Sportliche Laufbahn
Steven Burke wurde 2003 und 2004 viermal britischer Bahnradmeister in der Jugendklasse im Scratch, der Einerverfolgung und im Punktefahren. 2005 wurde er Europameister der Junioren in der Mannschaftsverfolgung. Bei der Weltmeisterschaft in Wien gewann er die Silbermedaille in derselben Disziplin. Im Jahr darauf verteidigte er seinen Europameistertitel, und bei der Weltmeisterschaft gewann er diesmal Bronze. 2007 wurde er in der U23-Klasse Europameister in der Mannschaftsverfolgung und in der Einerverfolgung gewann er Bronze. Bei der nationalen Meisterschaft wurde er britischer Meister der Eliteklasse im Scratch.
In der Saison 2008/2009 gewann Burke die Weltcuprennen in Manchester und Kopenhagen in der Mannschaftsverfolgung; in der folgenden Saison konnte die britische Mannschaft ihren Sieg in Manchester wiederholen. Bei den Olympischen Spielen in Peking gewann Burke die Bronzemedaille in der Einerverfolgung. Bei der U23-Europameisterschaft konnte er seinen Titel in der Mannschaftsverfolgung verteidigen. Außerdem wurde er 2008 Britischer Meister in der Einerverfolgung.
2013 wurde Steven Burke in Minsk Vize-Weltmeister in der Mannschaftsverfolgung, gemeinsam mit Ed Clancy, Sam Harrison und Andrew Tennant.
2016 wurde Burke für die Teilnahme an den Olympischen Spielen in Rio de Janeiro nominiert, wo er gemeinsam mit Ed Clancy, Owain Doull und Bradley Wiggins die Goldmedaille in der Mannschaftsverfolgung errang.
Im November 2019 kündigte Steven Burke an, seine internationale Laufbahn zu beenden. Er werde aber noch an Sechstagerennen teilnehmen und heimische Bahnteams unterstützen.

## Ehrungen
Burke wurde mit der Aufnahme in die Hall of Fame des europäischen Radsportverbandes Union Européenne de Cyclisme geehrt.

## Erfolge
2005
- Europameister – Mannschaftsverfolgung (Junioren) (mit Ross Sander, Ian Stannard und Andrew Tennant)

2006
- Europameister – Mannschaftsverfolgung (Junioren) (mit Jonathan Bellis, Adam Blythe und Peter Kennaugh)

2007
- Europameister – Mannschaftsverfolgung (U23) (mit Jonathan Bellis, Peter Kennaugh und Ben Swift)
- Britischer Meister – Mannschaftsverfolgung (mit Jonathan Bellis, Russell Hampton und Andrew Tennant)
- Britischer Meister – Scratch

2008
- Weltcup Kopenhagen – Mannschaftsverfolgung (mit Ed Clancy, Paul Manning und Geraint Thomas)
- Europameister – Mannschaftsverfolgung (U23) (mit Peter Kennaugh, Mark McNally und Andrew Tennant)
- Britischer Meister – Einerverfolgung
- Weltcup Manchester – Mannschaftsverfolgung (mit Ed Clancy, Robert Hayles und Geraint Thomas)

2009
- Weltcup Kopenhagen – Mannschaftsverfolgung (mit Ed Clancy, Peter Kennaugh und Chris Newton)
- Europameister – Einerverfolgung (U23)

2010
- Vize-Weltmeister – Mannschaftsverfolgung (mit Andrew Tennant, Ben Swift und Edward Clancy)
- Europameister – Mannschaftsverfolgung (mit Andrew Tennant, Jason Queally und Edward Clancy)

2011
- Britischer Meister – Einerverfolgung
- Europameister – Mannschaftsverfolgung (mit Ed Clancy, Peter Kennaugh und Geraint Thomas)

2012
- Weltmeister – Mannschaftsverfolgung (mit Ed Clancy, Peter Kennaugh, Andrew Tennant und Geraint Thomas)
- Olympiasieger – Mannschaftsverfolgung (mit Ed Clancy, Peter Kennaugh und Geraint Thomas)
- Britischer Meister – 1000-m-Zeitfahren

2013
- Vize-Weltmeister – Mannschaftsverfolgung, (mit Ed Clancy, Sam Harrison und Andrew Tennant)
- Europameister – Mannschaftsverfolgung (mit Ed Clancy, Owain Doull und Andrew Tennant)
- Weltcup Manchester – Mannschaftsverfolgung mit Ed Clancy, Owain Doull und Andrew Tennant

2014
- Commonwealth Games – Mannschaftsverfolgung (mit Ed Clancy, Andrew Tennant und Bradley Wiggins)

2015
- Vize-Weltmeister – Mannschaftsverfolgung, (mit Ed Clancy, Owain Doull und Andrew Tennant)

2016
- Olympiasieger – Mannschaftsverfolgung (mit Ed Clancy, Owain Doull und Bradley Wiggins)
- Vize-Weltmeister – Mannschaftsverfolgung, (mit Ed Clancy, Jonathan Dibben, Owain Doull, Bradley Wiggins und Andrew Tennant)

2017
- Weltcup in Manchester – Mannschaftsverfolgung (mit Ed Clancy, Oliver Wood und Kian Emadi)

2018
- Europameisterschaft – Mannschaftsverfolgung (mit Kian Emadi, Charlie Tanfield, Ethan Hayter und Oliver Wood)